# Delta Leporis
Delta Leporis (δ Lep / 15 Leporis / HD 39364 / HR 2035) es una estrella en la constelación de Lepus.
De magnitud aparente +3,81, se encuentra a una distancia de 112 años luz respecto al sistema solar.
Delta Leporis es una subgigante de tipo espectral K1IV —catalogada también como G8III/IV— con una temperatura efectiva de cerca de 4600 K.
46 veces más luminosa que el Sol, tiene un radio casi 10 veces más grande que el radio solar, cifra obtenida a partir del valor de su diámetro angular —2,63 milisegundos de arco—.
A pesar de su tamaño, es menos masiva que el Sol, con una masa de 0,94 masas solares.
Es una estrella evolucionada con una edad de 10.700 millones de años.
La metalicidad de Delta Leporis es notablemente inferior a la del Sol ([M/H] = -0,64), con una abundancia relativa de hierro en torno al 20% de la existente en nuestra estrella.
Los niveles de otros elementos como magnesio, aluminio, silicio y calcio no son tan bajos como el de hierro pero son menores que los niveles solares.
A diferencia del Sol y la mayoría de las estrellas de nuestro entorno, estrellas del disco fino, Delta Leporis es una estrella del disco grueso.